# Kryštof z Teuffenbachu
Kryštof z Teuffenbachu (německy Christoph Baron von Teuffenbach, 1525 nebo 1528 - říjen 1598) byl šlechtic, vojevůdce a diplomat Svaté říše římské. Pocházel ze štýrského rodu Teuffenbachů z Mayrhofenu.

## Život a kariéra
Kryštof z Teuffenbachu (někdy také z Tiefenbachu) pocházel z jedné z nejvýznamnějších šlechtických rodů ve Štýrsku
V roce 1565 sloužil pod velením generála Lazara ze Schwendi v Uhrách. Byl vyslán na několik zahraničních misí jako diplomat Svaté říše římské. V roce 1568 vyjednal příměří v Adrianopoli mezi Římskou a Osmanskou říší, během patnáctileté turecké války.
V letech 1593-1596 byl velitelem uherské armády jménem císaře.